# 中津川代官所
中津川代官所（なかつがわだいかんしょ）は、尾張藩重臣の山村甚兵衛家が、美濃国恵那郡内にあった知行所の支配のために中山道中津川宿（岐阜県中津川市本町)に置いた代官所。

## 概要

### 山村甚兵衛家
慶長5年(1600年)　徳川家康は木曾義利を不行状の理由により改易し、その領地1万石を没収した。
そのため木曾氏の一族・家臣達は所領を失ってしまったが、同年に家康が会津征伐を行う際に下野国の小山に山村甚兵衛良勝、千村平右衛門良重、馬場半左衛門昌次を召し出し、木曾氏の旧領地を与えることを示したうえで、西軍に就いた木曽の太閤蔵入地の代官で、尾張犬山城主も兼務していた石川貞清から木曽谷を奪還するように命じた。
山村甚兵衛良勝と千村平右衛門良重は、下野国小山で東軍に加わり中山道を先導する時には、数十人に過ぎなかったので、木曾氏が改易された後に甲斐と信濃に潜んでいた木曾氏の遺臣に檄を飛ばして東軍に加わるよう呼びかけた。
塩尻で松本城主石川康長の許にあった山村良勝の弟の山村八郎左衛門が加わり、甲斐の浅野長政の許にいた良勝の弟の山村清兵衛が馳せつけた。
8月12日に、木曽の太閤蔵入地の代官で、尾張犬山城主も兼務していた石川貞清の家臣となって、贅川の砦の中に居た千村次郎右衛門・原図書助・三尾将監長次が内応してきたので、良勝・良重の軍勢は、ほとんど抵抗を受けることなしに贅川の砦を突破し、中山道を通って西へ向けて進軍し、山村甚兵衛良勝は妻籠城に入って城を修築した。
その時、家康の意を受けた大久保長安から軍令状が届き、美濃へ進んで西軍が籠る城の攻略を命じられ、遠山友政・遠山利景らに加勢して苗木城や岩村城を西軍からの奪還に協力した。(東濃の戦い)
関ヶ原の戦いの終結後に、山村甚兵衛良勝は、山村宗家として美濃国の恵那郡・土岐郡・可児郡の中山道沿いの村々の中から4,600石(後に4,400石)を知行地として給された。
当初は、美濃国可児郡久々利村に屋敷を構えたが、木曾代官となったため木曽福島へ帰り、久々利村の屋敷は久々利役所として土岐郡内と可児郡内にあった知行所の支配の拠点とした。
また恵那郡内の知行所については中津川宿に中津川代官所を置いて支配の拠点とした。
父の山村良候には隠居料として1,300石が給されたため、山村甚兵衛家の知行地は5,900石(後に5,700石)となった。
また木曽福島の木曾代官所にて代官としての職務と、幕府管轄の福島関所の管理責任者と公儀御用の材木の伐採を兼務した。
木曾代官の報酬としては、御免白木5,000駄と、木曾住民からの貢物(薪・炭・新蕎麦・木綿・麻布・雉子・松明・人夫・馬・柿渋・飼料・筵の類)を得ていた。
木曾代官に就任すると、山村甚兵衛家の給人の中から「下代官」を任命し、１村または数ヶ村を支配させた。
また江戸幕府からは江戸の金杉(芝の将監橋)に3,423坪の屋敷を拝領し、交代寄合となり、番頭並、江戸城では1万石格の「柳の間詰」で遇せられた。
尾張藩からも城代格・大年寄として名古屋の東片端に3,477坪の屋敷を拝領した。
元和元年（1615年）、大坂の陣終結後に江戸城への帰途、名古屋城に立寄った家康は、山村甚兵衛良勝と|千村平右衛門良重を召し出し、木曽谷を尾張藩に加封する旨を申し渡した。
木曾全域が尾張藩の所領となったため、山村甚兵衛良勝は幕府の交代寄合ではなくなったが、尾張藩付属後も、木曽福島で尾張藩の木曾代官として、また幕命による木曽福島の関所の管理と公儀御用の材木の伐採は変わらず、子孫は代々、尾張藩の重臣として美濃国内の中山道沿いの村々5,700石の知行を行った。
寛文4年(1664年)に尾張藩が行った林政改革後は、木曾の山林は尾張藩の木曾材木奉行所が管轄することとなり、山村甚兵衛家の役割は、美濃国の中山道沿いの村々の支配と、木曽谷の村方の支配及び福島関所の管理に限定された。
享保年間(1716～1736年)の尾張藩の改革において下代官が廃止されたので、それ以降の村方支配は、木曾十一宿支配を兼ねた尾張藩の寺社奉行所や、木曾代官所内の勘定所へ直接村役人を招集するか、または木曾代官所の役人が村々を巡回してこれを行なった。
子孫は代々、尾張藩の重臣として明治維新を迎えた。

### 中津川代官所
山村甚兵衛家は江戸時代初期においては木曾と同様に各村に、村代官を置き、大きい村には村分(むらわけ)代官を置いて支配した。
当初、中津川代官は土着の有力者(地侍や帰農した武士の子孫による庄屋)が中津川宿のみを管轄する村分代官に過ぎなかったが、
寛文2年(1662年)以後は、木曽福島の木曾代官所から代官が中津川へ派遣されるようになった。
中津川代官所は、木曽福島の木曾代官所の支所的なもので、恵那郡内の知行所の年貢収納が第一の用務であり、これを主として春の宗門改め、川除け見分、秋の検見役などを行った。
この様な実務的処理が中心であった。すなわち下役の者が村を廻り年貢米の処置について勘定所へ通知の上で、払下代金を処理して、勘定仕上帳を下役名印奥書で調製し、村方からの請願書も下役宛名で出させており、それぞれを中津川代官所が裁許した。
しかし、重要事項や臨時の事件については木曽福島の木曾代官所に申達して年寄(家老)の指図を請けた。
また年賀の挨拶については、中津川代官所の管轄下であった恵那郡内の村々の庄屋、問屋たちは、木曽福島の木曾代官所に出頭して、山村甚兵衛家当主に賀詞を述べた。
享保8年(1723年)2月に発生した木曾代官所の火災焼失後は御用捨となったが、実際は続いていたようである。

### 代官の役料
代官の役料については、正徳元年(1711年)までは無く、田畑と屋敷の作徳米と家賃の上りが代官の収入であったが、この時より、これらの収入は請払勘定として代官所の収入に組入れ、改めて役料20石を支給されることになった。

### 享保10年(1725年)以後に中津川代官所が管轄した知行所
中津川代官所が恵那郡内の山村甚兵衛家の知行所全域を管轄下に置くようになったのは、
享保10年(1725年)に茄子川村の安田作十郎が大借金をして村代官を辞職した後からである。
- 落合村　　　480石5斗の内　　　　240石2斗5升
- 中津川宿　1,334石6斗3升の内　1,334石6斗3升
- 手金野村　　456石5斗4升の内　　456石5斗4升
- 千旦林村　　552石6斗2升の内　　126石3斗1升
- 茄子川村　1,368石6升の内　 　　 350石
- 正家村　　　873石2斗7升の内　 　200石

合計　　　　　　　　　　　　　　　2,707石7斗3升

### 所在地
中津川代官所は当初は、中津川市北野に設置された。
萬留書　木曽山順見之一巻に、
とあって、木曽谷中の絵図作りに、中津川の富田御屋敷を使用したことをあげている。
この富田というのは北野地内にあり、寛文(1661年～1673年)の頃は北野に代官所があったことを証している。
御屋敷が代官所であることは、これが地名として残っていることを見ればわかる。
中津川代官所は後に、現在の中津川市西宮町の西生寺の南一帯に移された。
今も残る稲荷社は代官屋敷内に祭祀されていた社である。
これは中津川宿の有力者であった丸山久右衛門の土地であった。
山村甚兵衛良喬が書いた中津川滞留日記の、天保11年(1840年)2月9日のところに
とあって、稲荷社の祭りに中津川宿の有力者が酒肴を出していることがわかる。
中津川代官所の建物は、この一帯に明治時代まで残されていたが、現在は何も残っていない。

### 代官名
市岡家は、戦国時代には美濃恵那郡の支配者であった遠山氏の重臣として、中津川城(徳ノ城)の城主を任されていた旧家で、江戸時代になると中津川宿の名主と中津川宿本陣の当主を兼務した。
- 寛永 6年(1629年)　市岡長右衛門
- 寛永18年(1641年)　宮川半右衛門　(落合宿代官も兼務)
- 寛永21年(1644年)　井沢藤右衛門・丸山久左衛門
- 正保3年-明暦 3年(1646年-1657年)　宮川半右衛門　(落合宿・手金野・千旦林の代官も兼務)
- 慶安 4年(1651年)　丸山久左衛門・市岡権兵衛
- 慶安元年-万治 3年(1648年-1660年) 市岡長右衛門
- 万治元年-万治 2年(1658年-1659年) 丸山久右衛門・堀尾作左衛門
- 万治 3年-寛文 7年(1660年-1667年) 市岡長右衛門　(下町・中村・薄野・かおれの村分代官も兼務)
- 寛文 2年(1662年)　桑原勘兵衛 (木曾代官所から派遣された初めての代官)
- 延宝 9年-元禄 5年(1681年-1692年) 原茂右衛門
- 元禄 5年-元禄15年(1692年-1702年) 川口茂右衛門
- 元禄16年(1703年)　原彦左衛門
- 元禄17年-宝永 4年(1704年-1707年) 川崎八郎右衛門
- 宝永 5年-宝永 7年(1708年-1710年) 井沢小一郎
- 正徳元年(1711年) 向井六内　(これ以後、役料を受け取るようになった)
- 正徳 2年-享保11年(1712年-1726年) 沢田与惣左衛門
- 享保12年-元文 4年(1727年-1739年) 堀尾作左衛門
- 元文 4年(1739年) 山県五太夫
- 元文 6年-寛延 2年(1741年-1749年) 向井五右衛門
- 寛延 2年-宝暦 2年(1749年-1752年) 磯野郷右衛門
- 宝暦 2年-宝暦 6年(1752年-1756年) 大脇文右衛門
- 宝暦10年-宝暦13年(1760年-1763年) 平野新五左衛門
- 宝暦14年-明和 6年(1764年-1769年) 川口茂左衛門
- 明和 6年-天明 6年(1769年-1786年) 宮川弥五右衛門
- 寛政元年(1789年) 原彦八郎
- 寛政 6年(1794年) 三村与八郎
- 寛政 7年(1795年) 原彦八郎
- 寛政 9年(1797年) 宮地源右衛門
- 寛政10年(1798年) 上田伴右衛門
- 文化 6年(1809年) 高坂等作
- 文政 2年(1819年) 上田伴右衛門
- 文政12年(1829年) 平野文助
- 天保元年(1830年) 原九郎左衛門
- 天保 7年(1836年) 大脇武一郎
- 天保 8年(1837年) 伊藤治八郎
- 弘化 3年(1846年) 小島与一右衛門
- その後　 　　　　三尾勘兵衛
- その後　 　　　　小野伝右衛門
- 明治元年(1868年) 松井八左衛門

## 中津川市内に存在した代官屋敷
尾張藩重臣の千村平右衛門家は可児郡の久々利村に千村陣屋を構えていたが、恵那郡には正家村に400石、駒場村に772石、落合村に240石2斗5升、千旦林村に126石3斗1升、茄子川村に125石の知行所があった。
中津川市駒場町裏と中津川市千旦林新田に御屋敷の地名が残っていることから、千村平右衛門家の代官屋敷があったとみられる。